# Manuel Granados Covarrubias
Manuel Granados Covarrubias (Iztapalapa, Ciudad de México, 1 de agosto de 1974) es un abogado con especialidad en derecho constitucional quien fue nombrado en julio de 2015 titular de la Consejería Jurídica y de Servicios Legales del Distrito Federal por Miguel Ángel Mancera, jefe de gobierno del Distrito Federal. Su principal encargo fue concretar la reforma del Distrito Federal e impulsar la Constitución Política de la Ciudad de México. 
El 9 de diciembre de 2017 renunció como consejero jurídico de la capital del país. para ser elegido como nuevo presidente del Consejo Ejecutivo Nacional del Partido de la Revolución Democrática.

## Primeros años
Nació y creció su infancia en el barrio de San Ignacio, Iztapalapa. Hijo del abogado y exdiputado Manuel Granados Chirinos y su esposa Atala Evangelina Covarrubias. Es el menor de tres hermanos, le preceden la odontóloga Jessica María (1972) y Liliana Andrea (1973), licenciada en Relaciones Internacionales. Una familia muy disciplinada que le fomentó la educación, convirtiéndose en niño de cuadro de honor y por su excelente oratoria en maestro de ceremonias escolares; así como el deporte, siendo el béisbol su favorito, participando en la liga Mexica, llegando a ser seleccionado nacional.

## Estudios
Cursó el bachillerato en la Escuela Nacional Preparatoria, Plantel Nº 6 Antonio Caso, de la Universidad Nacional Autónoma de México, al tiempo que ganó diversos concursos de oratoria. Continuó sus estudios de la licenciatura en la Facultad de Derecho de la misma universidad, donde fue alumno de Ignacio Burgoa en la materia de garantías y amparo; de Raúl Carrancá y Rivas en la materia de derecho penal; y del rector José Sarukhán. Se tituló en 1999 y continuó sus estudios con la especialidad en derecho constitucional y administrativo, una maestría en derecho con mención honorífica, un diplomado en análisis político en la Universidad Iberoamericana y otra maestría en dirección y gestión pública local en la Universidad Carlos III de Madrid, España.
Su desarrollo académico continuó con el doctorado en administración pública en el Instituto Nacional de Administración Pública, A.C. y el doctorado en derecho por la UNAM.
Desde 2004 es catedrático en derecho en la Facultad de Derecho de su Alma Mater.

## Trayectoria administrativa y política

### Primeros años
A los 12 años, por invitación del profesor Parra, su maestro de matemáticas, se fue adentrando en la política al participar en distintas marchas y movimientos de maestros de Iztapalapa. En la preparatoria participó activamente en la Asociación Cultural Juvenil donde comenzó a dar conferencias y obtuvo experiencia en organización y liderazgo.
En julio de 2003 fue nombrado asesor de la Subsecretaría Política Sectorial de la Secretaría de la Reforma Agraria. En diciembre de 2006 fue nombrado director general jurídico adjunto en la misma Secretaría. Dejó el gobierno federal e ingresó como asesor de los titulares de la Procuraduría General de Justicia del Distrito Federal: Rodolfo Félix Cárdenas (2006-2008) y Miguel Ángel Mancera (2008-2012), con quien entabló amistad.

### Diputado del DF
Fue diputado por el distrito 16 a la Asamblea Legislativa del Distrito Federal (2012-2015), donde fue presidente de la Comisión de Gobierno y vicepresidente de la Comisión Especial de Reclusorios.

### Consejero Jurídico deMiguel Ángel Mancera
Al término de la legislatura, fue nombrado por Miguel Ángel Mancera como titular de la Consejería Jurídica y de Servicios Legales del Distrito Federal. Desde esta posición ocupó la secretaría técnica del grupo de notables encargados de redactar la primera Constitución Política de la Ciudad de México. Ya durante los trabajos del Constituyente de la Ciudad de México, se encargó de impulsar la aprobación de la Constitución.

### Presidente del PRD
Durante los trabajos de la reforma política del Distrito Federal se afilió al Partido de la Revolución Democrática.
Años más tarde, cuando la presidencia de Alejandra Barrales al frente del PRD tenía que renovarse por disposiciones de los estatutos internos del partido (situación ratificada por la justicia electoral quien impuso como fecha límite el 9 de diciembre de 2017), las corrientes internas del partido (las llamadas tribus) comenzaron a cabildear quien podría ser el sucesor de Barrales. Alternativa Democrática Nacional (ADN) dirigida por Héctor Bautista y Vanguardia Progresista bajo Héctor Serrano, propusieron en la víspera de la reunión del Consejo Nacional que renovaría la dirigencia la propuesta del jefe de gobierno de la capital que recaía en Granados Covarrubias. Por su cuenta, las demás corrientes perredistas (Nueva Izquierda dirigida por Jesús Zambrano y Jesús Ortega; Iniciativa Galileos capitaneada por Guadalupe Acosta Naranjo y Jorge Martínez; y Foro Nuevo Sol de Pascual Sígala) y Silvano Aureoles, gobernador perredista de Michoacán, presentaron sus propias propuestas. 
Horas antes de iniciar el Consejo Nacional del PRD el 9 de diciembre de 2017, tras horas de negociaciones entre las partes, la propuesta de Granados Covarrubias se fue consolidando. Por ello, en horas de presentó su renuncia a la titularidad de la Consejería Jurídica y de Servicios Legales del Distrito Federal y posteriormente fue elegido en forma unánime como el nuevo presidente del CEN del partido junto con Ángel Ávila Romero como secretario general.
Su labor al frente del partido es instrumentar el proceso electoral de 2018 que comienza con la puesta en marcha de la coalición Por México al Frente constituida el 8 de diciembre (un día antes de tomar posesión de la presidencia del PRD).
El 22 de octubre Manuel Granados Covarrubias envió una carta al CEN del PRD para presentar su renuncia al frente de este instituto político.